# Vamps (película)
Vamps es una película de terror y comedia de 2012 dirigida por Amy Heckerling Está protagonizada por Alicia Silverstone y Krysten Ritter

## Sinopsis
Dos mujeres vampiros en la actual ciudad de Nueva York se enfrentan a enormes posibilidades románticas.

## Elenco
- Alicia Silverstone como Goody.
- Krysten Ritter como Stacy.
- Sigourney Weaver como Ciccerus.
- Kristen Johnston como Mrs Van Helsing.
- Wallace Shawn como Dr Van Helsing.
- Richard Lewis
- Malcolm McDowell como Vlad Tepish.
- Justin Kirk como Vadim.
- Dan Stevens como Joey Van Helsing.
- Marilu Henner
- Todd Barry como Ivan.
- Taylor Negron
- Zak Orth

## Producción
La filmación duró 37 días en Detroit, mientras se utilizaba tomas exteriores de Nueva York.